# Stazione meteorologica di Vieste
La stazione meteorologica di Vieste è la stazione meteorologica di riferimento per il Servizio Meteorologico dell'Aeronautica Militare e per l'Organizzazione Meteorologica Mondiale relativa alla località di Vieste.

## Caratteristiche
La stazione meteorologica si trova nell'Italia meridionale, in Puglia, in provincia di Foggia, nel comune di Vieste, a 50 metri s.l.m. e alle coordinate geografiche 41°53′16.34″N 16°09′52.84″E.
L'osservatorio, rimasto presidiato fino al 1978, è stato in seguito sostituito da una stazione meteorologica automatica di tipo DCP.

## Medie climatiche ufficiali

### Dati climatologici 1951-1980
In base alla media del periodo 1951-1980, effettivamente elaborata tra il 1952 e il 1978 e non dissimile a quella del trentennio di riferimento climatico 1961-1990, la temperatura media del mese più freddo, gennaio, si attesta a +9,2 °C; quella del mese più caldo, agosto, è di +24,7 °C.
| Vieste (1951-1980) | Mesi | Mesi | Mesi | Mesi | Mesi | Mesi | Mesi | Mesi | Mesi | Mesi | Mesi | Mesi | Stagioni | Stagioni | Stagioni | Stagioni | Anno |
| Vieste (1951-1980) | Gen  | Feb  | Mar  | Apr  | Mag  | Giu  | Lug  | Ago  | Set  | Ott  | Nov  | Dic  | Inv      | Pri      | Est      | Aut      | Anno |
| ------------------ | ---- | ---- | ---- | ---- | ---- | ---- | ---- | ---- | ---- | ---- | ---- | ---- | -------- | -------- | -------- | -------- | ---- |
| T. max. media (°C) | 11,3 | 11,7 | 13,2 | 16,5 | 20,7 | 24,5 | 27,3 | 27,6 | 24,7 | 20,3 | 16,2 | 12,9 | 12,0     | 16,8     | 26,5     | 20,4     | 18,9 |
| T. min. media (°C) | 7,1  | 7,1  | 8,4  | 11,2 | 15,0 | 18,9 | 21,5 | 21,8 | 19,2 | 15,3 | 11,7 | 8,7  | 7,6      | 11,5     | 20,7     | 15,4     | 13,8 |